# August Enna
August Emil Enna (Nakskov, 13 maggio 1859 – Copenaghen, 3 agosto 1939) è stato un compositore danese conosciuto principalmente per le sue opere teatrali.

## Biografia
Enna era nato in Danimarca in una poverissima famiglia italo-tedesca. Fu avviato inizialmente al commercio che lasciò per dedicarsi interamente alla musica. Se si esclude qualche sporadica lezione di violino impartitagli intorno ai diciassette anni, Enna si formò per la musica interamente da autodidatta.
Cominciò a esibirsi come violinista in ristoranti, teatri e orchestre da ballo. Si legò, nel 1880, a una piccola orchestra  dove lavorò come violinista e tamburino girando in varie città della Finlandia.
Tornato in patria diventò direttore di orchestra di una compagnia teatrale  di provincia per la quale scrisse musiche di vario genere. Fra queste una sinfonia in Do minore (1886) che gli procurò la protezione del musicista Niels W. Gade. Grazie a questa conoscenza riuscì a ottenere una borsa di studio dal governo del suo paese per mezzo della quale si recò a Lipsia negli anni 1888-1889 per perfezionarsi.
In Germania scrisse gran parte della sua opera Hexen (Le Streghe). Tornato in patria dal 1890 al 1891 fu direttore di orchestra del teatro Dagmar a Copenaghen. Nel 1892 fu rappresentata la sua opera Le Streghe con la quale riscosse un notevole successo. L'opera fu in seguito rappresentata nei teatri di Berlino, Praga, Magdeburgo, Weimar, Stoccolma, Amsterdam nonché in Austria,  Belgio e Russia con forte apprezzamento del pubblico e della critica.
La spontaneità nello stile di Enna deriva in primo luogo dalla sua formazione da autodidatta che gli permise di acquisire schemi compositivi originali e di rara bellezza. Nella sua esistenza, spesso tribolata, un ruolo molto importante ha ricoperto la figura di Carl Nielsen musicista di grande successo nella Copenaghen di fine secolo.
Le successive opere di Enna, Cleopatra (1893) e poi Aucassin og Nicolete (1896), accrebbero la sua rilevanza nel panorama dei musicisti danesi.
Accusò un calo di popolarità con l'opera La principessa sul pisello (Prinsessen pa aerten) (1900), si riabilitò immediatamente dopo con il balletto-pantomima La pastorella e lo spazzacamino (Hyrdin-den og Skorstensfejeren) (1900) e con l'operetta Ib e la piccola Kristine (Ib og lille Kristine) (1902).
Con Komedianter cominciò il suo progressivo allontanamento dall'influenza di Wagner e si avvicinò all'opera verista italiana.
Sono da ricordare inoltre, per il particolare rilievo strumentale, le sue musiche di scena per Kronbruden, la saga di Strindberg.

## Opere musicali
- Concerto ouverture (1880)
- Adagio per violino (1880)
- Romanza per violino (1880)
- Valzer Brillanti (1880)
- Un Idillio (operetta, 1881)
- Qui pro quo  (1882)
- ”Una storia di villaggio” (operetta, 1883)
- Areta (operetta, 1884)
- Agleia (opera, 1884)
- Suite per orchestra (ca. 1884)
- Sinfonia n. 1 in do-min (1886)
- op. 5 Heksen (opera, 1889)
- Udløst (1891)
- op. 6 Kleopatra (opera, 1893)
- op. 8 Aucassin og Nicolete (opera, 1895) - testo di Sophus Michaëlis
- Musiche di scena per I figli del Re (1896)
- Scherzo (D. a Sophus Michaëlis - 1896)
- op. 12 La piccolo fiammiferaia (opera, 1897)
- Concerto per violino e orchestra (1897)
- Lamia (opera, 1899)
- La pastorella e lo spazzacamino (balletto-pantomima, 1900)
- op. 10 La principessa sul pisello (opera, 1900)
- Barcarola (1900)
- Ib e la piccola Christine (opera/melodrama, 1902)
- Sinfonia n. 2 (1902)
- op. 13 Amore giovane (opera, 1903)
- Quadri sinfonici (1904)
- La scarpetta d'oro di Santa Cecilia (operetta, 1904)
- Racconto di una madre (per coro e orchestra, 1907)
- op. 20 L'usignolo (opera, 1912)
- op. 21 Gloria Arsena (opera 1913)
- Musiche di scena per Kronbruden (1913)
- L'amore dell'oro (operetta, 1914)
- Komedianter (opera, 1916)
- Valzer amoroso (1917)
- I ragazzi di Santa Fè (1918)
- Il bacio (operetta, 1924)
- Don Juan Maraña (opera, 1925)
- La sacerdotessa di Afrodite (opera, 1925)
- La regina del ghetto (opera, 1932)